# Biserica „Sfinții Arhangheli” din Cihoreni
Biserica „Sf. Arhangheli” este o biserică amplasată în Cihoreni, raionul Orhei, Republica Moldova. Este un monument arhitectural de importanță națională inclus în Registrul monumentelor Republicii Moldova ocrotite de stat cu nr. 1083 (raionul Orhei). Datează din 1858.